# 67-я церемония «Грэмми»
67-я ежегодная церемония вручения наград «Грэмми» состоялась 2 февраля 2025 года в США. На ней были отмечены лучшие записи, композиции и исполнители за год, дающий право на получение премии — с 16 сентября 2023 года по 30 августа 2024 года — по определению членов Национальной академии звукозаписывающих искусств и наук. В 22-й раз церемония прошла в Crypto.com Arena в Лос-Анджелесе и транслировась на канале CBS и на канале Paramount+.
Песня Кендрика Ламара «Not Like Us» победила во всех пяти номинациях, включая «Запись года» и «Песня года», став самой награждаемой рэп-песней в истории «Грэмми». Он стал вторым рэп-исполнителем, получившим обе награды, после Чайлдиша Гамбино в 2019 году. Бейонсе получила наибольшее количество номинаций (11) и завоевала три награды, включая «Альбом года» и «Лучший кантри-альбом» за Cowboy Carter. Она стала первой чернокожей исполнительницей, победившей в номинации «Лучший кантри-альбом», и первой чернокожей женщиной, выигравшей «Альбом года» со времен Лорин Хилл в 1999 году. Кроме того, Чаппелл Рон стала обладательницей премии «Лучший новый артист». Среди других артистов, лидировавших в номинациях, были Charli XCX и Post Malone - по восемь, а также Billie Eilish (7); далее по шесть номинаций было у Сабрины Карпентер, Чаппелл Рон и Тейлор Свифт. 
Получив 99 номинаций, Бейонсе стала самым номинируемым артистом в истории «Грэмми», разорвав ничью со своим мужем Jay-Z. Кроме того, Бейонсе присоединилась к Ламару и Джону Батисту в качестве артистов, получивших третье наибольшее количество номинаций за один вечер, а альбом Cowboy Carter (2024) стал самым номинированным альбомом артистки-женщины за всю историю церемонии.
Тейлор Свифт также вошла в историю как первая женщина, получившая семь номинаций в категории альбом года. Песня «Now and Then» группы Beatles стала первой композицией, написанной с помощью искусственного интеллекта, которая была номинирована на «Грэмми» и в итоге её выиграла (первая за 28 лет победа Битлз). В возрасте 100 лет бывший президент США Джимми Картер стал самым пожилым номинантом в истории; он был номинирован в категории лучший альбом разговорного жанра и в итоге получил посмертную награду.

## История
Для церемонии 2025 года Академия звукозаписи объявила о нескольких изменениях в различных категориях и обновлении правил отбора. Впервые за четыре года не было введено ни одной новой категории. В срочном письме к 12 000 голосующим членам Академии звукозаписи исполнительный директор (CEO) Харви Мейсон-младший призвал их отдать свои голоса с «целью, намерением и честностью» и без «предвзятости, обиды или небрежного голосования».

### Изменения в категориях
- Лучшая ремикшированная запись, неклассическая, была перенесена из области продюсирования, инжиниринга, композиции и аранжировки в область поп-музыки и танца/электроники.
- Лучшая танцевальная поп-запись (Best Pop Dance Recording) была переименована в Best Dance Pop Recording.
- Лучший альбом танцевальной/электронной музыки (Best Dance/Electronic Music Album) был переименован в Best Dance/Electronic Album. Критерии номинации были изменены, и теперь альбомы должны состоять не менее чем на 50 % из танцевальных/электронных записей.
- Музыка конхунто[англ.] теперь будет признаваться в номинации «Лучший альбом региональной корневой музыки», а не «Лучший альбом мексиканской музыки (включая техано)».
- В номинацию «Лучшая звуковая дорожка к видеоиграм и другим интерактивным медиа» были внесены изменения, согласно которым более 50 % музыкального сопровождения записи, отвечающей требованиям, должно быть взято из новых эпизодов или новых программ, выпущенных в течение того года, когда она претендует на премию «Грэмми».
- Премия «Лучшая песня за социальные перемены» (Special Merit Award) была переименована в Премию Гарри Белафонте «Лучшая песня за социальные перемены» (Harry Belafonte Best Song for Social Change Award). Теперь она будет признаваться как премия CEO’s Merit Award («За заслуги генерального директора»), а финалисты и лауреаты будут ежегодно отбираться комитетом, состоящим из сообщества коллег, посвятивших себя «художественному самовыражению, мастерству написания песен и способности песен влиять на социальные изменения»[17].

### Изменения в критериях
- Все артисты, имеющие право на участие в конкурсе и сыгравшие менее 50 % игрового времени, будут награждены сертификатом победителя во всех категориях жанровых альбомов. Это правило не распространяется на «Лучший альбом музыкального театра» и категории из разделов «Основные» и «технические».
- Годовой взнос, который медиакомпании должны заплатить за участие в онлайн-заявке, был увеличен до 180 долларов.
- Критерии номинации «Лучшее традиционное R&B-исполнение» были изменены, чтобы «более точно представлять записи, воплощающие классические элементы R&B/соул-музыки, отличая их от современных интерпретаций жанра».
- Критерии номинации «Лучший традиционный вокальный поп-альбом» были изменены, чтобы «расширить сферу охвата и принять больше заявок от сообщества музыкальных театров». Также были обновлены критерии отбора альбомов, согласно которым они должны содержать более 75 % новых (ранее не издававшихся) исполнений.
- Критерии номинации «Лучший детский музыкальный альбом» были дополнены требованием включать в заявки тексты песен и переводы на английский язык. Также был определён круг целевой аудитории: «от младенца до 12 лет».
- В правила подачи заявок на конкурс «Автор песен года, неклассика» были внесены изменения, призванные обеспечить «более широкое представительство сообщества авторов песен». Минимальный порог подачи заявок, в которых автор песен указан как автор или соавтор (а не как основной или авторский исполнитель или продюсер), был снижен с пяти до четырёх песен. Дополнительное количество песен, в которых автор может участвовать в качестве основного исполнителя или соавтора, а также в любой другой роли второго плана, также было увеличено с четырёх до пяти.

## Голосования
Первый тур голосования пройдёт с 4 по 15 октября 2024 года. Номинанты будут объявлены 8 ноября в ходе прямой трансляции на официальном канале Грэмми на YouTube. Финальный тур голосования пройдёт с 12 декабря 2024 года по 3 января 2025 года, а победители будут объявлены на церемонии вручения премии «Грэмми» и во время телепередачи 2 февраля.
Номинанты были объявлены 8 ноября 2024 года ходе прямой трансляции. Сабрина Карпентер и Чаппелл Рон присоединились к элитному клубу артистов, которые были номинированы во всех категориях «Большой четверки». Обе певицы претендуют на звание лучшего нового артиста, а также альбома года (Short n’ Sweet и The Rise and Fall of a Midwest Princess, соответственно), записи года (Карпентер — «Espresso», Рон — «Good Luck, Babe!») и песни года (Карпентер — «Please Please Please» против «Good Luck, Babe!»). 20 декабря Charli XCX и Post Malone были добавлены в число номинантов на премию Лучшая упаковка записи за свои альбомы.
Победители представлены первыми и выделяются жирным шрифтом.

## Основная категория
Запись года
- «Not Like Us» — Кендрик Ламар
  - Sean Momberger, Mustard & Sounwave, продюсеры; Ray Charles Brown Jr. & Johnathan Turner, звукоинженеры; Nicolas de Porcel, мастеринг-инженер.
- «Now and Then» — The Beatles
  - Giles Martin & Пол Маккартни, продюсеры; Geoff Emerick, Steve Genewick, Jon Jacobs, Greg McAllister, Steve Orchard, Keith Smith, Mark 'Spike' Stent & Bruce Sugar, звукоинженеры; Miles Showell, мастеринг-инженер.
- «Texas Hold 'Em» — Бейонсе
  - Бейонсе, Nate Ferraro, Killah B & Рафаэл Садик, продюсеры; Hotae Alexander Jang, Alex Nibley & Stuart White, звукоинженеры; Colin Leonard, мастеринг-инженер.
- «Espresso» — Сабрина Карпентер
  - Julian Bunetta, продюсер; Julian Bunetta & Jeff Gunnell, звукоинженеры; Nathan Dantzler, мастеринг-инженер.
- «360» — Charli XCX
  - Cirkut & A. G. Cook, продюсеры; Cirkut & Manny Marroquin, звукоинженеры; Idania Valencia, мастеринг-инженер.
- «Birds of a Feather» — Билли Айлиш
  - Финнеас & Билли Айлиш, продюсеры; Thom Beemer, Jon Castelli, Билли Айлиш, Aron Forbes, Brad Lauchert, Finneas & Chaz Sexton, звукоинженеры; Dale Becker, мастеринг-инженер.
- «Good Luck, Babe!» — Чаппелл Рон
  - Дэн Нигро, продюсер; Mitch McCarthy & Dan Nigro, звукоинженеры; Рэнди Меррилл, мастеринг-инженер.
- «Fortnight» — Тейлор Свифт при участии Post Malone
  - Джек Антонофф, Louis Bell & Тейлор Свифт, продюсеры; Louis Bell, Bryce Bordone, Сербан Генеа, Sean Hutchinson, Oli Jacobs, Michael Riddleberger & Laura Sisk, звукоинженеры; Рэнди Меррилл, мастеринг-инженер.

Альбом года
- Cowboy Carter — Бейонсе
  - Бейонсе, Terius «The-Dream» Gesteelde-Diamant & Dave Hamelin, продюсеры; Matheus Braz, Brandon Harding, Hotae Alexander Jang, Dani Pampuri & Stuart White, звукоинженеры; Ryan Beatty, Бейонсе, Camaron Ochs, Terius «The-Dream» Gesteelde-Diamant, Dave Hamelin, S. Carter & Рафаэл Садик, авторы; Colin Leonard, мастеринг-инженер
- New Blue Sun — André 3000
  - André 3000 & Carlos Niño, продюсеры; André 3000, Carlos Niño & Ken Oriole, звукоинженеры; André 3000, Surya Botofasina, Nate Mercereau & Carlos Niño, авторы; Andy Kravitz, мастеринг-инженер
- Short n’ Sweet — Сабрина Карпентер
  - Джек Антонофф, Julian Bunetta, Ian Kirkpatrick & John Ryan, продюсеры; Bryce Bordone, Julian Bunetta, Serban Ghenea, Jeff Gunnell, Oli Jacobs, Manny Marroquin, John Ryan & Laura Sisk, звукоинженеры; Amy Allen, Джек Антонофф, Julian Bunetta, Сабрина Карпентер, Ian Kirkpatrick, Julia Michaels & John Ryan, авторы; Nathan Dantzler & Ruairi O’Flaherty, мастеринг-инженеры
- Brat — Charli XCX
  - Charli xcx, Cirkut & A. G. Cook, продюсеры; A. G. Cook, Tom Norris & Geoff Swan, звукоинженеры; Charlotte Aitchison, Henry Walter, Alexander Guy Cook, Finn Keane & Jonathan Christopher Shave, авторы; Idania Valencia, мастеринг-инженер
- Djesse Vol. 4 — Джейкоб Кольер
  - Джейкоб Кольер, продюсер; Ben Bloomberg, Джейкоб Кольер & Paul Pouwer, звукоинженеры; Джейкоб Кольер, автор; Chris Allgood & Emily Lazar, мастеринг-инженеры
- Hit Me Hard and Soft — Билли Айлиш
  - Билли Айлиш & Финнеас, продюсеры; Thom Beemer, Jon Castelli, Билли Айлиш, FINNEAS, Aron Forbes, Brad Lauchert & Chaz Sexton, звукоинженеры; Билли Айли О’Коннелл & Финнеас, авторы; Dale Becker, мастеринг-инженер
- The Rise and Fall of a Midwest Princess — Чаппелл Рон
  - Daniel Nigro, продюсер; Mitch McCarthy & Daniel Nigro, звукоинженеры; Daniel Nigro & Kayleigh Rose Amstutz, авторы; Рэнди Меррилл, мастеринг-инженер
- The Tortured Poets Department — Тейлор Свифт
  - Джек Антонофф, Аарон Десснер & Тейлор Свифт, продюсеры; Zem Audu, Bella Blasko, Bryce Bordone, Сербан Генеа, David Hart, Mikey Freedom Hart, Sean Hutchinson, Oli Jacobs, Jonathan Low, Michael Riddleberger, Christopher Rowe, Laura Sisk & Evan Smith, звукоинженеры; Джек Антонофф, Аарон Десснер & Тейлор Свифт, авторы; Рэнди Меррилл, мастеринг-инженер

Песня года
- «Not Like Us» — Кендрик Ламар
  - Кендрик Ламар, автор (Кендрик Ламар)
- «Texas Hold ’Em» — Бейонсе
  - Brian Bates, Бейонсе, Elizabeth Lowell Boland, Megan Bülow, Nate Ferraro & Рафаэл Садик, авторы (Бейонсе)
- «Birds of a Feather» — Билли Айлиш
  - Билли Айлиш О’Коннелл & Финнеас О’Коннелл, авторы (Билли Айлиш)
- «Good Luck, Babe!» — Чаппелл Рон
  - Kayleigh Rose Amstutz, Дэниель Нигро & Justin Tranter, авторы (Чаппелл Рон)
- «Die with a Smile» — Леди Гага & Бруно Марс
  - Dernst Emile II, Джеймс Фонтлерой, Леди Гага, Бруно Марс & Andrew Watt, авторы (Леди Гага & Бруно Марс)
- «Please Please Please» — Сабрина Карпентер
  - Amy Allen, Jack Antonoff & Sabrina Carpenter, авторы (Сабрина Карпентер)
- «A Bar Song (Tipsy)» — Shaboozey
  - Sean Cook, Jerrel Jones, Joe Kent, Chibueze Collins Obinna, Nevin Sastry & Mark Williams, авторы (Shaboozey)
- «Fortnight» — Тейлор Свифт при участии Post Malone
  - Джек Антонофф, Остин Пост & Тейлор Свифт, авторы (Тейлор Свифт при участии Post Malone)

Лучший новый исполнитель
- Чаппелл Рон
- Бенсон Бун
- Сабрина Карпентер
- Doechii
- Khruangbin
- Raye
- Shaboozey
- Тедди Свимс

Продюсер года, неклассический
- Дэн Нигро
- Alissia
- Dernst «D’Mile» Emile II
- Иэн Фитчак
- Mustard

Автор песен года, неклассический
- Эми Аллен
- Джесси Александер
- Эдгар Баррера
- Джесси Джо Диллон
- Raye

## Поп и танцевальная/электронная музыка
Лучшее сольное поп-исполнение
- «Espresso» — Сабрина Карпентер
- «Bodyguard» — Бейонсе
- «Apple» — Charli XCX
- «Birds of a Feather» — Билли Айлиш
- «Good Luck, Babe!» — Чаппелл Рон

Лучшее поп-исполнение дуэтом или группой
- «Die with a Smile» — Леди Гага и Бруно Марс
- «Us» — Грейси Абрамс и Тейлор Свифт
- «Levii’s Jeans» — Бейонсе и Post Malone
- «Guess» — Charli XCX и Билли Айлиш
- «The Boy Is Mine» — Ариана Гранде, Брэнди и Monica

Лучший вокальный поп-альбом
- Short n' Sweet — Сабрина Карпентер
- Hit Me Hard and Soft — Билли Айлиш
- Eternal Sunshine — Ариана Гранде
- The Rise and Fall of a Midwest Princess — Чаппелл Рон
- The Tortured Poets Department — Тейлор Свифт

Лучшая танцевальная/электронная запись
- «Neverender» — Justice и Tame Impala
  - Gaspard Augé & Xavier De Rosnay, продюсеры; Gaspard Augé, Xavier De Rosnay, Damien Quintard & Vincent Taurelle, микширование
- «She’s Gone, Dance On» — Disclosure
  - Гай Лоуренс и Говард Лоуренс, продюсеры; Гай Лоуренс, микширование
- «Loved» — Four Tet
  - Киран Хебден, продюсер; Киран Хебден, микширование
- «Leave Me Alone» — Fred Again and Baby Keem
  - Boo, Fred Again.., Alex Gibson, Kieran Hebden, Loose, Skrillex & Sid Stone, продюсеры; Fred Again.. & Jay Reynolds, микширование
- «Witchy» — Kaytranada и Childish Gambino
  - Lauren D’Elia & Kaytranada, продюсеры; Neal H Pogue, микширование

Лучшая данс-поп-запись
- «Von Dutch» — Charli XCX
  - Финн Кин, продюсер; Том Норрис, микширование
- «Make You Mine» — Мэдисон Бир
  - Мэдисон Бир и Лерой Клэмпитт, продюсеры; Митч Маккарти, микширование
- «L'Amour de Ma Vie» (Over Now extended edit) — Билли Айлиш
  - Билли Айлиш и Финнеас, продюсеры; Джон Кастелли и Арон Форбс, микширование
- «Yes, And?» — Ариана Гранде
  - Ариана Гранде, Ilya и Макс Мартин, продюсеры; Сербан Генеа, микширование
- «Got Me Started» — Трой Сиван
  - Иэн Киркпатрик, продюсер; Алекс Генеа, микширование

Лучший танцевальный/электронный альбом
- Brat — Charli XCX
- Three — Four Tet
- Hyperdrama — Justice
- Timeless — Kaytranada
- Telos — Zedd

Лучшая ремикшированная запись, не классическая
- «Espresso» (Mark Ronson x FnZ Working Late remix) — FnZ и Марк Ронсон, ремиксеры (Сабрина Карпентер)
- «Alter Ego» (Kaytranada remix) — Kaytranada, ремиксер (Doechii при участии JT)
- «A Bar Song (Tipsy)» (remix) — Давид Гетта, ремиксер (Shaboozey и Давид Гетта)
- «Jah Sees Them» (Amapiano remix) — Alexx Antaeus, Footsteps и MeMyish, ремиксеры (Джулиан Марли и Antaeus)
- «Von Dutch» — A.G. Cook, ремиксер (Charli XCX и A.G. Cook при участии Эддисон Рей)

## Рок и альтернативная музыка
Лучшее рок-исполнение
- «Now and Then» — The Beatles
- «Beautiful People (Stay High)» — The Black Keys
- «The American Dream Is Killing Me» — Green Day
- «Gift Horse» — Idles
- «Dark Matter» — Pearl Jam
- «Broken Man» — St. Vincent

Лучшее метал-исполнение
- «Mea Culpa (Ah! Ça ira!)» — Gojira, Marina Viotti & Victor Le Masne
- «Crown of Horns» — Judas Priest
- «Suffocate» — Knocked Loose при участии Поппи
- «Screaming Suicide» — Metallica
- «Cellar Door» — Spiritbox

Лучшая рок-песня
- «Broken Man» — Энни Кларк, автор (St. Vincent)
- «Beautiful People (Stay High)» — Дэн Ауэрбах, Патрик Карни, Бек Хэнсен & Daniel Nakamura, авторы (The Black Keys)
- «Dark Matter» — Джефф Амент, Мэтт Кэмерон, Стоун Госсард, Майк Маккриди, Эдди Веддер & Andrew Watt, авторы (Pearl Jam)
- «Dilemma» — Билли Джо Армстронг, Тре Кул & Майк Дёрнт, авторы (Green Day)
- «Gift Horse» — Jon Beavis, Mark Bowen, Adam Devonshire, Lee Kiernana & Joe Talbot, авторы (Idles)

Лучший рок-альбом
- Hackney Diamonds — The Rolling Stones
- Happiness Bastards — The Black Crowes
- Romance — Fontaines D.C.
- Saviors — Green Day
- Tangk — Idles
- Dark Matter — Pearl Jam
- No Name — Джек Уайт

Лучший альтернативный альбом
- All Born Screaming — St. Vincent
- Wild God — Nick Cave and the Bad Seeds
- Charm — Clairo
- The Collective — Ким Гордон
- What Now — Бриттани Ховард

Лучшее исполнение альтернативной музыки
- «Flea» — St. Vincent
- «Neon Pill» — Cage the Elephant
- «Song of the Lake» — Nick Cave and the Bad Seeds
- «Starburster» — Fontaines D.C.
- «Bye Bye» — Ким Гордон

## R&B, рэп, разговорная поэзия
Лучшее R&B-исполнение
- «Made for Me (Live on BET)» — Muni Long
- «Guidance» — Джене Айко
- «Residuals» — Крис Браун
- «Here We Go (Uh Oh)» — Коко Джонс
- «Saturn» — SZA

Лучшая R&B-песня
- «Saturn» — Rob Bisel, Carter Lang, Solána Rowe, Jared Solomon и Scott Zhang, авторы (SZA)
- «After Hours» — Diovanna Frazier, Alex Goldblatt, Kehlani Parrish, Khris Riddick-Tynes и Daniel Upchurch, авторы (Кейлани)
- «Burning» — Ronald Banful и Temilade Openiyi, авторы (Tems)
- «Here We Go (Uh Oh)» — Sara Diamond, Sydney Floyd, Marisela Jackson, Courtney Jones, Carl McCormick и Kelvin Wooten, авторы (Коко Джонс)
- «Ruined Me» — Jeff Gitelman, Priscilla Renea и Kevin Theodore, авторы (Muni Long)

Лучший прогрессивный R&B-альбом
- So Glad to Know You — AverySunshine
- Why Lawd? — NxWorries (Anderson .Paak и Knxwledge)
- En Route — Durand Bernarr
- Bando Stone & the New World — Childish Gambino
- Crash — Кейлани

Лучший R&B-альбом
- 11:11 (Deluxe) — Крис Браун
- Vantablack — Лала Хэтэуэй
- Revenge — Muni Long
- Algorithm — Lucky Daye
- Coming Home — Ашер

Лучшее исполнение традиционного R&B
- «That’s You» — Lucky Daye
- «Wet» — Марша Амброзиус
- «Can I Have This Groove» — Кеньон Диксон
- «No Lie» — Лала Хэтэуэй при участии Майкла Макдональда
- «Make Me Forget» — Muni Long

Лучшее рэп-исполнение
- «Not Like Us» — Кендрик Ламар
- «Enough (Miami)» — Карди Би
- «When The Sun Shines Again» — Common и Пит Рок при участии Posdnuos
- «Nissan Altima» — Doechii
- «Houdini» — Эминем
- «Like That» — Future, Metro Boomin и Кендрик Ламар
- «Yeah Glo!» — GloRilla

Лучшее исполнение мелодичного рэпа
- «3:AM» — Rapsody при участии Эрики Баду
- «Kehlani» — Джордан Адетунджи при участии Кейлани
- «Spaghettii» — Бейонсе при участии Линды Мартелл и Shaboozey
- «We Still Don’t Trust You» — Future, Metro Boomin и The Weeknd
- «Big Mama» — Latto

Лучшая рэп-песня
- «Not Like Us» — Кендрик Ламар, автор (Кендрик Ламар)
- «Asteroids» — Marlanna Evans, автор (Rapsody при участии Hit-Boy)
- «Carnival» — Джордан Картер, Raul Cubina, Grant Dickinson, Тайрон Гриффин — младший, Samuel Lindley, Nasir Pemberton, Димитри Роджер, Канье Уэст и Mark Karl Stolinski Williams, авторы (¥$: Канье Уэст и Ty Dolla $ign при участии Rich The Kid и Playboi Carti)
- «Like That» — Кендрик Ламар, Kobe «ByKobe» Hood, Лиланд Уэйн & Нейведиус Уилберн, авторы (Future и Metro Boomin при участии Кендрика Ламара)
- «Yeah Glo!» — Ronnie Jackson, Jacquez Lowe, Timothy McKibbins, Kevin Andre Proce, Julius Rivera III и Глория Вудс, авторы (Glorilla)

Лучший рэп-альбом
- Alligator Bites Never Heal — Doechii
- Might Delete Later — Джей Коул
- The Auditorium, Vol. 1 — Common и Пит Рок
- The Death of Slim Shady (Coup de Grâce) — Эминем
- We Don't Trust You — Future и Metro Boomin

Лучший альбом разговорной поэзии (включая аудиокниги & рассказы)
- The Heart, The Mind, The Soul — Tank and the Bangas
- Civil Writes: The South Got Something to Say — Queen Sheba
- Concrete & Whiskey Act II Part 1: A Bourbon 30 Series — Омари Хардвик
- Good M.U.S.I.C. Universe Sonic Sinema Episode 1: In the Beginning Was the Word — Малик Юсеф
- The Seven Number Ones — Mad Skillz

## Кантри и американская традиционная музыка
Лучшее сольное кантри-исполнение
- «It Takes a Woman» — Крис Стэплтон
- «16 Carriages» — Бейонсе
- «I Am Not Okay» — Jelly Roll
- «The Architect» — Кейси Масгрейвс
- «A Bar Song (Tipsy)» — Shaboozey

Лучшее кантри-исполнение дуэтом или группой
- «II Most Wanted» — Бейонсе и Майли Сайрус
- «Cowboys Cry Too» — Келси Баллерини и Noah Kahan
- «Break Mine» — Brothers Osborne
- «Bigger Houses» — Dan + Shay
- «I Had Some Help» — Post Malone при участии Моргана Уоллена

Лучшая кантри-песня
- «The Architect» — Шейн Маканалли, Кейси Масгрейвс & Джош Осборн, авторы (Кейси Масгрейвс)
- «A Bar Song (Tipsy)» — Sean Cook, Jerrel Jones, Joe Kent, Chibueze Collins Obinna, Nevin Sastry & Mark Williams, авторы (Shaboozey)
- «I Am Not Okay» — Casey Brown, Jason DeFord, Эшли Горли & Taylor Phillips, авторы (Jelly Roll)
- «I Had Some Help» — Луи Белл, Эшли Горли, Hoskins, Austin Post, Ernest Smith, Ryan Vojtesak, Морган Уоллен & Chandler Paul Walters, авторы (Post Malone при участии Моргана Уоллена)
- «Texas Hold ’Em» — Brian Bates, Бейонсе, Elizabeth Lowell Boland, Megan Bülow, Nate Ferraro & Рафаэл Садик, авторы (Бейонсе)

Лучший кантри-альбом
- Cowboy Carter — Бейонсе
- F-1 Trillion — Post Malone
- Deeper Well — Кейси Масгрейвс
- Higher — Крис Стэплтон
- Whirlwind — Лэйни Уилсон

Лучшее исполнение в традиционных американских жанрах
- «Lighthouse» — Сьерра Феррелл[англ.]
- «Blame It on Eve» — Шемекия Коупленд
- «Nothing in Rambling» — The Fabulous Thunderbirds при участии Бонни Рэйтт, Keb’ Mo’, Taj Mahal & Мика Флитвуда
- «The Ballad of Sally Anne» — Рианнон Гидденс[англ.]

Лучшее исполнение музыки американа
- «American Dreaming» — Сьерра Феррелл[англ.]
- «Ya Ya» — Бейонсе
- «Subtitles» — Мэдисон Каннингем[англ.]
- «Don’t Do Me Good» — Madi Diaz при участии Кейси Масгрейвс
- «Runaway Train» — Сара Джарош[англ.]
- «Empty Trainload of Sky» — Гиллиан Уэлч и Дэвид Ролингз

Лучшая песня в традиционных американских жанрах
- «American Dreaming» — Сьерра Феррелл[англ.] & Melody Walker, авторы (Сьерра Феррелл)
- «Ahead of the Game» — Марк Нопфлер, автор (Марк Нопфлер)
- «All in Good Time» — Сэм Бим, автор (Iron & Wine при участии Фиона Эппл)
- «All My Friends» — Ифа О’Донован, автор (Ифа О’Донован)
- «Blame It on Eve» — John Hahn & Will Kimbrough, авторы (Шемекия Коупленд)

Лучший американа-альбом
- Trail of Flowers — Сьерра Феррелл[англ.]
- The Other Side — Ти-Боун Бернетт
- $10 Cowboy — Чарли Крокетт[англ.]
- Polaroid Lovers — Сара Джарош[англ.]
- No One Gets Out Alive — Мэгги Роуз[англ.]
- Tigers Blood — Waxahatchee[англ.]

Лучший блюграсс-альбом
- Live Vol. 1 — Billy Strings
- I Built a World — Bronwyn Keith-Hynes
- Songs of Love and Life — The Del McCoury Band
- No Fear — Sister Sadie
- Earl Jam — Tony Trischka
- Dan Tyminski: Live from the Ryman — Dan Tyminski

Лучший традиционный блюз-альбом
- Swingin' Live at The Church in Tulsa — The Taj Mahal Sextet
- Hill Country Love — Седрик Бёрнсайд
- Struck Down — The Fabulous Thunderbirds
- One Guitar Woman — Сью Фоули
- Sam’s Place — Little Feat

Лучший современный блюз-альбом
- Mileage — Рути Фостер
- Blues Deluxe Vol. 2 — Джо Бонамасса
- Blame It On Eve — Шемекия Коупленд
- Friendlytown — Стив Кроппер и The Midnight Hour
- The Fury — Антонио Вергара

Лучший фолк-альбом
- Woodland — Гиллиан Уэлч и Дэвид Ролингз
- American Patchwork Quartet — American Patchwork Quartet
- Weird Faith — Мади Диаз[англ.]
- Bright Future — Адрианна Ленкер[англ.]
- All My Friends — Ифа О’Донован

Лучший региональный альбом
- Kuini — Kalani Pe’a
- 25 Back to My Roots — Sean Ardoin и Kreole Rock And Soul
- Live at the 2024 New Orleans Jazz & Heritage Festival — Big Chief Monk Boudreaux и The Golden Eagles при участии J’Wan Boudreaux
- Live at the 2024 New Orleans Jazz & Heritage Festival — New Breed Brass Band при участии Trombone Shorty
- Stories from The Battlefield — The Rumble при участии Chief Joseph Boudreaux Jr.

## Джаз, традиционная поп-музыка, инструментальная музыка и музыкальный театр
Лучшее джазовое исполнение
- «Twinkle Twinkle Little Me» — Самара Джой при участии Салливана Фортнера
- «Walk with Me, Lord (SOUND | SPIRIT)» — The Baylor Project
- «Phoenix Reimagined (Live)» — Лакиша Бенджамин при участии Рэнди Брекера, Джеффа «Тейна» Уоттса и Джона Скофилда
- «Juno» — Чик Кориа и Бела Флек
- «Little Fears» — Dan Pugach Big Band при участии Николь Зурайтис и Троя Робертса

Лучший джазовый вокальный альбом
- A Joyful Holiday — Самара Джой
- Journey in Black — Кристи Дэшиелл
- Wildflowers Vol. 1 — Курт Эллинг и Салливан Фортнер
- Milton + Esperanza — Милтон Насименту и Эсперанса Сполдинг
- My Ideal — Кэтрин Рассел и Шон Мэйсон

Лучший джазовый инструментальный альбом
- Remembrance — Чик Кориа и Бела Флек
- Owl Song — Амброз Акинмузир при участии Билла Фризелла и Херлина Райли
- Beyond This Place — Кенни Бэррон при участии Киёси Китагавы, Джонатана Блейка, Иммануэла Уилкинса и Стива Нельсона
- Phoenix Reimagined (Live) — Лакиша Бенджамин
- Solo Game — Салливан Фортнер

Лучший альбом большого джазового ансамбля
- Bianca Reimagined: Music for Paws and Persistence — Dan Pugach Big Band
- Returning to Forever — Джон Бизли & Frankfurt Radio Big Band
- And So It Goes — The Clayton-Hamilton Jazz Orchestra
- Walk a Mile in My Shoe — Оррин Эванс & The Captain Black Big Band
- Golden City — Мигель Зенон

Лучший латино-джаз-альбом
- Cubop Lives! — Zaccai Curtis
- Spain Forever Again — Мичель Камило и Томатито
- COLLAB — Hamilton de Holanda и Gonzalo Rubalcaba
- Time and Again — Эльяна Элиас
- El Trio: Live in Italy — Horacio «El Negro» Hernández, John Beasley & José Gola
- Cuba and Beyond — Чучо Вальдес и Royal Quartet
- As I Travel — Дональд Вега при участии Льюиса Нэша, Джона Патитуччи и Луисито Кинтеро

Лучший альтернативный джазовый альбом
- No More Water: The Gospel of James Baldwin — Мишель Ндегеочелло
- Night Reign — Арудж Афтаб
- New Blue Sun — André 3000
- Code Derivation — Роберт Гласпер
- Foreverland — Кейон Хэрролд

Лучший традиционный вокальный поп-альбом
- Visions — Нора Джонс
- À Fleur De Peau — Сириль Эме
- Good Together — Lake Street Dive
- Impossible Dream — Аарон Лазар
- Christmas Wish — Грегори Портер

Лучший современный инструментальный альбом
- Plot Armor — Тейлор Эйгсти
- Rhapsody in Blue — Бела Флек
- Orchestras (Live) — Билл Фризелл при участии Alexander Hanson, Brussels Philharmonic, Rudy Royston & Thomas Morgan
- Mark — Mark Guiliana
- Speak to Me — Джулиан Лейдж

Лучший музыкальный театральный альбом
- Hell's Kitchen – Shoshana Bean, Brandon Victor Dixon, Kecia Lewis & Maleah Joi Moon, вокалисты; Adam Blackstone, Alicia Keys & Tom Kitt, продюсеры (Алиша Киз, композитор и автор текста) (Original Broadway Cast)

## Госпел/современная христианская музыка
Лучшее госпел-исполнение/песня
- «One Hallelujah» — Таша Коббс Леонард, Эрика Кэмпбелл и Израел Хаутон при участии Джонатана Макрейнольдса и Джекейлин Карр
  - G. Morris Coleman, Israel Houghton, Kenneth Leonard, Jr., Таша Коббс Леонард и Наоми Рейн, авторы
- «Church Doors» — Иоланда Адамс
  - Сэр Уильям Джеймс Баптист и Дональд Лоуренс, авторы
- «Hold On (Live)» — Рики Диллард
- «Holy Hands» — DOE
  - Jesse Paul Barrera, Jeffrey Castro Bernat, Доминик Джонс, Timothy Ferguson, Kelby Shavon Johnson, Jr., Jonathan McReynolds, Rickey Slikk Muzik Offord & Juan Winans, авторы
- «Yesterday» — Мелвин Криспелл III

Лучшее исполнение современной христианской музыки/песня
- «That’s My King» — Си-Си Вайнанс
  - Taylor Agan, Kellie Gamble, Lloyd Nicks & Jess Russ, авторы
- «Firm Foundation (He Won’t)» — Honor & Glory при участии Disciple
- «Holy Forever (Live)» — Bethel Music и Дженн Джонсон при участии Си-Си Вайнанс
- «In The Name Of Jesus» — JWLKRS Worship и Maverick City Music при участии Чендлера Мура
  - Austin Armstrong, Ran Jackson, Chandler Moore, Sajan Nauriyal, Ella Schnacky, Noah Schnacky & Ilya Toshinskiy, авторы
- «In The Room» — Maverick City Music, Наоми Рейн и Чендлер Мур при участии Таши Коббс Леонард
  - G. Morris Coleman, Tasha Cobbs Leonard & Naomi Raine, авторы
- «Praise» — Elevation Worship при участии Брэндона Лейка, Криса Брауна и Чендлера Мура
  - Pat Barrett, Chris Brown, Cody Carnes, Steven Furtick, Brandon Lake & Chandler Moore, авторы

Лучший госпел-альбом
- More Than This — Си-Си Вайнанс
- Choirmaster II (Live) — Рики Диллард
- Covered Vol. 1 — Мелвин Криспелл III
- Father’s Day — Кирк Франклин
- Still Karen — Карен Кларк Ширд

Лучший альбом современной христианской музыки
- Heart of a Human — DOE
- Coat of Many Colors — Брэндон Лейк
- Child of God — Форрест Фрэнк
- The Maverick Way Complete — Maverick City Music, Наоми Рейн и Чендлер Мур
- When Wind Meets Fire — Elevation Worship

Лучший традиционный госпел-альбом
- Church — Кори Генри
- Loving You — The Nelons
- Rhapsody — The Harlem Gospel Travelers
- The Gospel According To Mark — Марк Д. Конклин
- The Gospel Sessions, Vol 2 — Authentic Unlimited

## Латино, Global, African, регги, нью-эйдж, эмбиент
Лучший латино-поп-альбом
- Las Mujeres Ya No Lloran — Шакира
- Funk Generation — Анитта
- El Viaje — Луис Фонси
- García — Кани Гарсия
- Orquídeas — Кали Учис

Лучший латино-рок/альтернативный альбом
- ¿Quién Trae las Cornetas? — Rawayana
- Compita del Destino — El David Aguilar
- Pa' Tu Cuerpa — Cimafunk
- Autopoiética — Mon Laferte
- Grasa — Нати Пелусо

Лучший латино-урбана альбом
- Las Letras Ya No Importan — Residente
- Nadie Sabe Lo Que Va a Pasar Mañana — Бэд Банни
- Rayo — Джей Бальвин
- Ferxxocalipsis — Feid
- Att. — Young Miko

Лучший мексиканский/техано-альбом
- Boca Chueca, Vol. 1 — Carín León
- Diamantes — Chiquis
- Éxodo — Peso Pluma
- De Lejitos — Jessi Uribe

Лучший тропический латино-альбом
- Alma, Corazón y Salsa (Live at Gran Teatro Nacional) — Тони Суккар и Мими Суккар
- Muevense — Марк Энтони
- Bailar — Шейла И.
- Radio Güira — Хуан Луис Герра
- Vacilón Santiaguero — Кики Валера

Лучший альбом Global Music
- Alkebulan II — Matt B при участии Королевского филармонического оркестра
- Paisajes — Ciro Hurtado
- Heis — Rema
- Historias De Un Flamenco — Antonio Rey
- Born in the Wild — Tems

Лучшее исполнение Global Music (музыка неевропейских местных традиций)
- «Bemba Colorá» — Шейла И. при участии Глории Эстефан и Мими Суккар
- «Raat Ki Rani» — Арудж Афтаб
- «A Rock Somewhere» — Джейкоб Кольер при участии Анушки Шанкар и Вариджашри Венугопала
- «Rise» — Rocky Dawuni
- «Sunlight to My Soul» — Анжелика Киджо при участии Soweto Gospel Choir
- «Kashira» — Маса Такуми при участии Ron Korb, Noshir Mody и Dale Edward Chung

Лучший нью-эйдж-альбом
- Triveni — Wouter Kellerman, Éru Matsumoto & Chandrika Tandon
- Break of Dawn — Ricky Kej
- Chapter II: How Dark It Is Before Dawn — Анушка Шанкар
- Opus — Рюити Сакамото
- Visions Of Sounds De Luxe — Chris Redding
- Warriors Of Light — Radhika Vekaria

Лучшее исполнение африканской музыки
- «Love Me JeJe» — Tems
- «Tomorrow» — Yemi Alade
- «MMS» — Asake & Wizkid
- «Sensational» — Крис Браун при участии Davido и Lojay
- «Higher» — Burna Boy

Лучший регги-альбом
- Bob Marley: One Love — Music Inspired By The Film (Deluxe) — различные исполнители
- Take It Easy — Collie Buddz
- Party With Me — Vybz Kartel
- Never Gets Late Here — Shenseea
- Evolution — The Wailers

## Музыка для детей, комедия, аудиокниги, визуальные медиа
Лучший альбом для детей
- Brillo, Brillo! — Lucky Diaz and the Family Jam Band
- Creciendo — Lucy Kalantari & The Jazz Cats
- My Favorite Dream — Джон Ледженд
- Solid Rock Revival — Rock for Children
- World Wide Playdate — Divinity Roxx и Divi Roxx Kids

Лучший комедийный альбом
- The Dreamer — Дейв Шаппелл
- Armageddon — Рики Джервейс
- The Prisoner — Джим Гэффиган
- Someday You’ll Die — Никки Глейсер
- Where Was I — Тревор Ноа

Лучший альбом разговорного жанра (включая аудиокниги & рассказы)
- Last Sunday in Plains: A Centennial Celebration — Джимми Картер
- All You Need Is Love: The Beatles In Their Own Words — Гай Олдфилд
- …And Your Ass Will Follow — Джордж Клинтон
- Behind the Seams: My Life in Rhinestones — Долли Партон
- My Name Is Barbra — Барбра Стрейзанд

Лучший альбом, являющийся компиляционным саундтреком для визуальных медиа
- Maestro: Music by Leonard Bernstein — Лондонский симфонический оркестр, Янник Незе-Сеген и Брэдли Купер
- Цвет лиловый — различные исполнители
- Дэдпул и Росомаха — различные исполнители
- Солтберн — различные исполнители
- Twisters: The Album — различные исполнители

Лучший саундтрек для визуальных медиа
- Дюна: Часть вторая — Ханс Циммер
- Американское чтиво — Лора Карпман
- Претенденты — Трент Резнор и Аттикус Росс
- Цвет лиловый — Крис Бауэрс
- Сёгун — Ник Чуба, Аттикус Росс и Леопольд Росс

Лучший саундтрек к видеоиграм и другим интерактивным медиа
- Wizardry: Proving Grounds of the Mad Overlord — Уинифред Филлипс
- Avatar: Frontiers of Pandora — Пинар Топрак
- God of War Ragnarök: Valhalla — Беар Маккрири
- Marvel’s Spider-Man 2 — Джон Песано
- Star Wars Outlaws — Уилберт Роже II

Лучшая песня, написанная для визуальных медиа
- «It Never Went Away» (из документального фильма «Американская симфония»)
  - Джон Батист и Дэн Уилсон, авторы (Джон Батист)
- «Ain’t No Love in Oklahoma» (из саундтрека к фильму «Смерч 2»)
  - Джесси Александер, Люк Комбс и Джонатан Синглтон, авторы (Люк Комбс)
- «Better Place» (из саундтрека к мультфильму «Тролли. Группа в сборе»)
  - Эми Аллен, Shellback и Джастин Тимберлейк, авторы (NSYNC и Джастин Тимберлейк)
- «Can’t Catch Me Now» (из саундтрека к фильму «Голодные игры: Баллада о змеях и певчих птицах»)
  - Дэн Нигро и Оливия Родриго, авторы (Оливия Родриго)
- «Love Will Survive» (из мини-сериала «Татуировщик из Освенцима»)
  - Уолтер Афанасьефф, Чарли Миднайт, Кара Талве и Ханс Циммер, авторы (Барбра Стрейзанд)

Лучшее музыкальное видео
- «Not Like Us» — Кендрик Ламар
  - Дэйв Фри и Кендрик Ламар, режиссёры; Джек Бегерт, Сэм Кантер и Джейми Рабино, продюсеры
- «Tailor Swif» — ASAP Rocky
  - Ваня Хейманн и Галь Муджа, режиссёры; Натан Шоттенфельс, продюсер
- «360» — Charli XCX
  - Эйдан Замири, режиссёр; Джейми Арсео и Эван Тик, продюсеры
- «Houdini» — Эминем
  - Рич Ли, режиссёр; Кэти Ангштадт, Лиза Арианна и Джастин Динер, продюсеры
- «Fortnight» — Тейлор Свифт при участии Post Malone
  - Тейлор Свифт, режиссёр; Джил Хардин, продюсер

Лучший музыкальный фильм
- «Американская симфония»
  - Мэттью Хейнеман, режиссёр; Лорен Домино, Мэттью Хейнеман и Джодан Окун, продюсеры
- «June»
  - Кристен Ваурио, режиссёр; Джош Матас, Сара Олсон, Джейсон Оуэн, Мэри Робертсон и Кристен Ваурио, продюсеры
- «Kings From Queens»
  - Кирк Фрейзер, режиссёр; Уильям Мастерсон III, продюсер
- «Stevie Van Zandt: Disciple»
  - Билл Тек, режиссёр; Роберт Котто, Дэвид Фишер и Билл Тек, продюсеры
- «Величайшая ночь для поп-музыки»
  - Бао Нгуен, режиссёр; Брюс Эсковиц, Джордж Хенкен, Ларри Клейн, Джулия Ноттинхэм, Лайонел Ричи и Харриет Штернберг, продюсеры

## Упаковка/заметки и исторический альбом
Лучшая упаковка записи
- Brat
  - Charlotte Aitchison, Brent David Freaney & Imogene Strauss, арт-директора (Charli XCX)
- The Avett Brothers
  - Jonny Black & Giorgia Sage, арт-директора (The Avett Brothers)
- Baker Hotel
  - Sarah Dodds & Shauna Dodds, арт-директора (Уильям Кларк Грин[англ.])
- F-1 Trillion
  - Archie Lee Coates IV, Jeffrey Franklin, Blossom Liu, Kylie McMahon, Austin Post & Ana Cecilia Thompson Motta, арт-директора (Post Malone)
- Hounds of Love (The Baskerville Edition)
  - Кейт Буш & Albert McIntosh, арт-директора (Кейт Буш)
- Jug Band Millionaire
  - Andrew Wong & Julie Yeh, арт-директора (The Muddy Basin Ramblers[англ.])
- Pregnancy, Breakdown, And Disease
  - Lee Pei-Tzu, арт-директор (iWhoiWhoo)

Лучшая упаковка коробочной или специальной ограниченной версии
- Mind Games
  - Simon Hilton & Шон Леннон, арт-директора (Джон Леннон)
- Half Living Things
  - Patrick Galvin, арт-директор (Alpha Wolf[англ.])
- Hounds Of Love (The Boxes Of Lost At Sea)
  - Кейт Буш & Albert McIntosh, арт-директора (Кейт Буш)
- In Utero
  - Doug Cunningham & Jason Noto, арт-директора (Nirvana)
- Unsuk Chin
  - Takahiro Kurashima & Marek Polewski, арт-директора (Чин Ынсук & Берлинский филармонический оркестр)
- We Blame Chicago
  - Rebeka Arce & Farbod Kokabi, арт-директора (90 Day Men[англ.])

Лучшие заметки в альбоме
- Centennial
  - Рикки Риккарди, автор заметок (King Oliver’s Creole Jazz Band & Various Artists)
- After Midnight
  - Тим Брукс, автор заметок (Ford Dabney’s Syncopated Orchestras)
- The Carnegie Hall Concert
  - Лорен Ду Граф, автор заметок (Элис Колтрейн)
- John Culshaw — The Art Of The Producer — The Early Years 1948-55
  - Доминик Файф, автор заметок (Джон Калшоу)
- SONtrack Original De La Película «Al Son De Beno»
  - Джош Кун, автор заметок (Various Artists)

Лучший исторический альбом
- Centennial
  - Миган Хеннесси & Ричард Мартин, продюсеры компиляции; Ричард Мартин, мастеринг-инженер (King Oliver’s Creole Jazz Band And Various Artists)
- Diamonds and Pearls: Super Deluxe Edition
  - Чарльз Ф. Спайсер-младший и Дуэйн Тудал, продюсеры компиляции; Брэд Блэквуд и Берни Грундман, мастеринг-инженеры (Принс & The New Power Generation[англ.])
- Paul Robeson — Voice of Freedom: His Complete Columbia, RCA, HMV, and Victor Recordings
  - Том Ласки и Роберт Расс, продюсеры компиляции; Нэнси Конфорти и Андреас К. Мейер, мастеринг-инженеры (Поль Робсон)
- Pepito y Paquito
  - Пепе де Люсия и Хавьер Дориа, продюсеры компиляции; Хесус Бола, мастеринг-инженер (Пепе де Люсия и Пако Де Лусия)
- The Sound Of Music (Original Soundtrack Recording — Super Deluxe Edition)
  - Майк Матессино и Марк Пиро, продюсеры компиляции; Стив Дженевик и Майк Матессино, мастеринг-инженеры (Роджерс и Хаммерстайн & Джули Эндрюс)

## Производство, инжиниринг, композиция и аранжировка
Лучший инжиниринг альбома, неклассического
- i/o
  - Чад Блейк, Оли Джейкобс, Кэти Мэй и Дом Шоу, звукоинженеры; Мэтт Колтон, мастеринг-инженер (Питер Гэбриел)
- Algorithm[англ.]
  - Dernst Emile II, Майкл Б. Хантер, Стефан Джонсон, Raye, Джон Керси, Чарльз Мониз и Тодд Робинсон, звукоинженеры; Колин Леонард, мастеринг-инженер (Lucky Daye)
- Cyan Blue
  - Джек Эмблем, Джек Рошон и Шарлотта Дэй Уилсон, звукорежиссёры; Крис Герингер, мастеринг-инженер (Шарлотта Дэй Уилсон)
- Deeper Well
  - Крэйг Элвин, Шон Эверетт, Май Лейсц, Тодд Ломбардо, Джон Руни, Конрад Снайдер и Дэниел Ташиан, звукоинженеры; Грег Кэлби, мастеринг-инженер (Кейси Масгрейвс)
- Empathogen
  - Беатрис Артола, Зак Браун, Оскар Корнехо, Крис Грейти и Митч МакКарти, звукоинженеры; Джо Ла Порта, мастеринг-инженер (WILLOW)
- Short n’ Sweet
  - Брайс Бордоне, Джулиан Бунетта, Сербан Генеа, Джефф Ганнелл, Оли Джейкобс, Ян Киркпатрик, Джек Мэннинг, Мэнни Маррокуин, Джон Райан и Лаура Сиск, звукоинженеры; Натан Данцлер и Руари О’Флаэрти, мастеринг-инженеры (Сабрина Карпентер)

Лучший инжиниринг альбома, классического
- Bruckner: Symphony No. 7; Bates: Resurrexit
  - Mark Donahue, John Newton, звукоинженеры; Mark Donahue, мастеринг-инженер (Manfred Honeck & Pittsburgh Symphony Orchestra)

Продюсер года, классический
- Илэйн Мартоун
- Эрика Бреннер
- Кристоф Франке
- Мортен Линдберг
- Дмитрий Липай
- Дирк Соботка

Лучший альбом с объёмным звучанием
- i/o (In-Side Mix)
  - Ханс-Мартин Бафф, иммерсивный микс-инженер; Брайан Ино, Питер Гэбриел и Ричард Рассел, иммерсивные продюсеры (Питер Гэбриел)
- Avalon
  - Bob Clearmountain, иммерсивный микс-инженер; Rhett Davies и Брайан Ферри, иммерсивные продюсеры (Roxy Music)
- Genius Loves Company
  - Майкл Романовски, Eric Schilling и Herbert Waltl, иммерсивные микс-инженеры; Майкл Романовски, иммерсивный мастеринг-инженер; John Burk, иммерсивный продюсер (Рэй Чарльз с различными исполнителями)
- Henning Sommerro: Borders
  - Мортен Линдберг, иммерсивный микс-инженер; Мортен Линдберг, иммерсивный мастеринг-инженер; Мортен Линдберг, иммерсивный продюсер (Тронхеймский симфонический оркестр)
- Pax
  - Мортен Линдберг, иммерсивный микс-инженер; Мортен Линдберг, иммерсивный мастеринг-инженер; Мортен Линдберг, иммерсивный продюсер (Ensemble 96 и Current Saxophone Quartet)

Лучшая инструментальная композиция
- «Strands»
  - Pascal Le Boeuf, композитор (Akropolis Reed Quintet, Pascal Le Boeuf и Christian Euman)
- «At Last»
  - Shelton G. Berg, композитор (Шелли Берг)
- «Communion»
  - Christopher Zuar, композитор (Christopher Zuar Orchestra)
- «I Swear, I Really Wanted to Make a 'Rap' Album but This Is Literally the Way the Wind Blew Me This Time»
  - André 3000, Surya Botofasina, Nate Mercereau и Carlos Niño, композиторы (André 3000)
- «Remembrance»
  - Чик Кориа, композитор (Чик Кориа и Бела Флек)

Лучшая инструментальная аранжировка или аранжировка а капелла
- «Bridge Over Troubled Water»
  - Джейкоб Кольер, Тори Келли и Джон Ледженд, аранжировщики (Джейкоб Кольер при участии Джона Ледженда и Тори Келли)
- «Baby Elephant Walk — Encore»
  - Майкл Лиг, аранжировщик (Snarky Puppy)
- «Rhapsody In Blue (Grass)»
  - Бела Флек и Ферде Грофе, аранжировщики (Бела Флек при участии Michael Cleveland, Sierra Hull, Justin Moses, Mark Schatz и Bryan Sutton)
- «Rose Without The Thorns»
  - Erin Bentlage, Alexander Lloyd Blake, Scott Hoying, A.J. Sealy и Amanda Taylor, аранжировщики (Скотт Хоинг при участии säje и Tonality)
- «Silent Night»
  - Erin Bentlage, Sara Gazarek, Johnaye Kendrick и Amanda Taylor, аранжировщики (säje)

Лучшая инструментальная аранжировка в сопровождении вокалиста(ов)
- «Alma»
  - Erin Bentlage, Sara Gazarek, Johnaye Kendrick и Amanda Taylor, аранжировщики (säje при участии Реджайны Картер)
- «Always Come Back»
  - Мэтт Джонс, аранжировщик (Джон Ледженд)
- «b i g f e e l i n g s»
  - Willow, аранжировщик (WILLOW)
- «Last Surprise (From „Persona 5“)»
  - Charlie Rosen и Jake Silverman, аранжировщики (The 8-Bit Big Band при участии Jonah Nilsson и Button Masher)
- «The Sound of Silence»
  - Коди Фрай, аранжировщик (Коди Фрай при участии Sleeping At Last)

## Классическая музыка
Лучшее оркестровое исполнение
- Габриэла Ортис[англ.]: Revolución Diamantina
  - Густаво Дудамель, дирижёр

Лучшая оперная запись
- Саариахо: Adriana Mater
  - Эса-Пекка Салонен, дирижёр; Fleur Barron, Axelle Fanyo, Nicholas Phan & Christopher Purves; Jason

Лучшее хоровое исполнение
- Ochre
  - Дональд Налли[англ.], дирижёр (The Crossing)

Лучшее камерное исполнение
- Rectangles and Circumstance — Caroline Shaw & Sō Percussion
  - Adams, J.L.: Waves & Particles — JACK Quartet

Лучшее классическое инструментальное соло
- Бах: Гольдберг-вариации — Víkingur Ólafsson
  - Akiho: Longing — Andy Akiho

Лучший классический сольный вокальный альбом
- Beyond The Years — Unpublished Songs Of Florence Price
  - Karen Slack, вокал; Michelle Cann, фортепиано

Лучший классический компендиум
- Габриэла Ортис[англ.]: Revolución Diamantina
  - Густаво Дудамель, дирижёр; Dmitriy Lipay, продюсер

Лучшая современная классическая композиция
- Габриэла Ортис[англ.]: Revolución Diamantina
  - Габриэла Ортис[англ.], композитор (Густаво Дудамель)

## Специальные награды
Лауреаты премий за «достижения всей жизни», Grammy Trustees Award и технической премии «Грэмми» были объявлены 20 декабря 2024 года. Церемония вручения премии «За особые заслуги» состоялась в театре Wilshire Ebell в Лос-Анджелесе 1 февраля 2025 года.

### Персона года MusiCares
- Grateful Dead[24]:
Джерри Гарсия (1942—1995)
Боб Вейр[англ.] (р.1947)
Фил Леш[англ.] (1940—2024)
Билл Кройцманн[англ.] (р.1946)
Мики Харт[англ.] (р.1943)

### Lifetime Achievement Award
- Фрэнки Беверли[англ.]
- The Clash
- Dr. Bobby Jones[англ.]
- Тадж Махал
- Принс
- Роксана Шанте[англ.]
- Фрэнки Валли

### Grammy Trustees Award
- Эрролл Гарнер
- Глин Джонс
- Таня Леон

### Technical Grammy Awards
- Лео Лерой Беранек

## Дискуссии
После награждения одна из побед вызвала заметные дискуссии в обществе и СМИ. Не все считали победу Бейонсе с альбомом Cowboy Carter в кантри-номинации за лучший альбом заслуженной, некоторые сомневались в том, что альбому вообще место в категории кантри, после того как сама Бейонсе в марте заявила: «Это не кантри-альбом, это альбом Бейонсе». Однако, часть критиков посчитала, что альбом отдал дань уважения чёрным корням кантри, включив в него чернокожую «пионерку» Линду Мартелл, истории кантри с участием Вилли Нельсона и Долли Партон, а также «кивнул в будущее», включив в него таких восходящих чернокожих исполнителей кантри, как Shaboozey, Вилли Джонс, Бриттни Спенсер и Рейна Робертс. Вилли Стиггерс, соучредитель Black Music Action Coalition, считает, что «Ковбой Картер» ввёл в общественный резонанс проблему ограничения жанра кантри-музыки, а менеджер Камео Карлсон считает, что это была победа Бейонсе, но не обязательно чернокожих исполнителей кантри-музыки.
В программе Лоры Инграхам The Ingraham Angle на канале Fox News в понедельник (3 февраля) Рэймонд Арройо обрушился на Академию звукозаписи за то, что Бейонсе доминирует в кантри, в то время как у неё больше побед, чем у таких артистов, как Долли Партон. «Кантри-артисты не в восторге от этого», — сказал Арройо. «Долли Партон получила 10 „Грэмми“. У Фрэнка Синатры было 11 „Грэмми“. У Бейонсе — 35. Как это может быть соизмеримо с таким талантом?». Он продолжил рассказывать ведущему, что в Грэмми «… все голосуют в каждом жанре. Вы можете голосовать в 20 жанрах. Так что в основном няня кошки Леди Гаги голосует за лучший регги-альбом и лучший кантри-альбом. Поэтому и получается такой нелепый результат, который не имеет ничего общего ни с кантри-аудиторией, ни с кантри-музыкантами». Обладательница премии «Оскар» Вупи Голдберг встала на защиту Бейонсе на следующий день, отругав комментатора во вторник (4 февраля) в эпизоде программы The View, уточнив, что для того, «чтобы участвовать в голосовании на „Грэмми“, нужно работать в музыкальной индустрии. Значит, няня для кошки не может просто так голосовать».